# Friedrich Vorwerk
Friedrich Vorwerk (* 8. Oktober 1893 in Oldenburg i. Oldenburg; † 27. Februar 1969 in Stuttgart) war ein deutscher Journalist, Publizist und Verleger.
Vorwerk war seit 1928 Schriftleiter der nationalkonservativen Zeitschrift Der Ring. 1933 übernahm er die Berliner Redaktionsleitung der Zeitschrift Deutsches Volkstum. Halbmonatsschrift für das deutsche Geistesleben, die in der nationalsozialistisch ausgerichteten Hanseatischen Verlagsanstalt in Hamburg erschien. Vorwerk galt als einer der einflussreichsten Drahtzieher in der NS-Publizistik. In der von ihm redaktionell betreuten Zeitschrift veröffentlichte der Schülerkreis um Carl Schmitt. 1938 gründete er in Berlin einen Verlag, den er 1950 in Stuttgart wieder aufbaute und bis zu seinem Tod leitete.